# Mehmed
Mehmed je moško osebno ime.

## Izvor imena
Ime Mehmed je muslimansko ime, ki izhaja prek turškega Mehmed iz arabskega imena Muhammäd s pomenom »hvaljen; slavljen; ki zasluži vso hvalo« 

## Različice imena
- moške različice imena: Mehmed, Mehmedalija, Mehmedin, Mehmet, Meho
- sorodno ime: Muhamed

## Pogostost imena
Po podatkih Statističnega urada Republike Slovenije je bilo na dan 31. decembra 2007 v Sloveniji število moških oseb z imenom Mehmed: 536.